# Jüdische Gemeinde Neckarsulm
Eine jüdische Gemeinde in Neckarsulm, einer Stadt im Landkreis Heilbronn im nördlichen Baden-Württemberg, hat nach dem Nachweis einzelner Juden bis zurück ins 13. Jahrhundert insbesondere ab dem 17. Jahrhundert bestanden.

## Geschichte
Neckarsulm befand sich von 1484 bis 1806 im Besitz des Deutschen Ordens. Der älteste Nachweis über einzelne Juden im Ort stammt von 1298, als beim durch den fränkischen Ritter Rintfleisch ausgelösten Rintfleisch-Pogrom Neckarsulmer Juden ermordet wurden. Aus Heilbronn (siehe Jüdische Gemeinde Heilbronn) ausgewiesene Juden ließen sich in der zweiten Hälfte des 15. Jahrhunderts in Neckarsulm nieder. Von nun an bestand dort ununterbrochen eine jüdische Gemeinde. 1869 wurde mit 54 Personen die Höchstzahl an Gemeindegliedern erreicht.
Nach den Quellen ist bereits vor 1625 eine Synagoge bezeugt. Das ab dem 18. Jahrhundert als Synagoge benutzte Gebäude im jüdischen Wohngebiet, dem östlichen Teil der Rathausstraße bis zur Neutorgasse, wurde nach der Auflösung der Gemeinde 1874 verkauft. Neckarsulm wurde Filialgemeinde der Jüdischen Gemeinde Kochendorf und gehörte zum Bezirksrabbinat Lehrensteinsfeld.
Vermutlich wurden die Toten der jüdischen Gemeinde im Mittelalter in Heilbronn beigesetzt. Der jüdische Friedhof in Neckarsulm wurde während des Dreißigjährigen Krieges errichtet und bis 1924 belegt.

## Bürgerliche Namen
Als alle Juden in Württemberg 1829 erbliche Familiennamen annehmen mussten, nahmen die 11 Familienvorstände der Neckarsulmer Juden folgende Namen an: Rosenfeld (3), Hilberth (2), Mannheimer (2), Bär (1), Gutmann (1), Magul (1) und Rheinganem bzw. Rheinganum (1).

## Nationalsozialistische Verfolgung
Die meisten jüdischen Familien wanderten bis 1938 aus. Amalie Bodenheimer wurde von Neckarsulm aus, Sophie Jacob von Stuttgart aus und David Strauß von Holland aus, wohin er 1937/38 ausgewandert war, deportiert und fanden den Tod. Werner Römmele, ein sogenannter jüdischer Mischling, starb 1942 im Konzentrationslager Dachau. (Angerbauer/Frank, S. 176)
Das Gedenkbuch des Bundesarchivs verzeichnet zwei in Neckarsulm geborene jüdische Bürger, die dem Völkermord des nationalsozialistischen Regimes zum Opfer fielen.

## Gemeindeentwicklung
| Jahr | Gemeindemitglieder |
| ---- | ------------------ |
| 1625 | 45 Personen        |
| 1639 | 8 Familien         |
| 1715 | 7 Familien         |
| 1742 | 9 Familien         |
| 1752 | 13 Familien        |
| 1802 | 7 Familien         |
| 1829 | 43 Personen        |
| 1843 | 51 Personen        |
| 1869 | 54 Personen        |
| 1886 | 18 Personen        |
| 1900 | 24 Personen        |
| 1933 | 17 Personen        |